# Apenthecia hispida
Apenthecia hispida är en tvåvingeart som beskrevs av Hong-Wei Chen och Masanori Joseph Toda 2008. Apenthecia hispida ingår i släktet Apenthecia och familjen daggflugor. Inga underarter finns listade i Catalogue of Life.